# Gian Costello
Gian Costello, pseudonimo di Gianfranco De Faccio (Latisana, 2 aprile 1934 – Battaglia Terme, 7 gennaio 2004), è stato un cantante italiano.

## Biografia
Ha iniziato la carriera negli anni '50 come cantante del complesso Franco e i "G.5".
Nel 1960 partecipa alla Sei giorni della canzone con Prima o poi, e l'anno successivo ritorna alla stessa manifestazione con Un'anima tra le mani.
Sempre nel 1960 partecipa con Cinzia al Burlamacco d'oro, vincendo il Burlamacco d'argento; l'anno successivo vince il Burlamacco d'oro con Per noi due.
Ha partecipato al Festival di Sanremo 1962 con Due cipressi, in abbinamento con Lucia Altieri. Nello stesso anno partecipa al Festival di Vibo Valentia, dove conquista il quarto posto.
Nel 1963 partecipa al Festival di Pesaro con Mariolina.
Ha raggiunto la finale del Disco per l'Estate 1964 con Week end in Portofino; ha poi partecipato con Ed in cambio tu a Un disco per l'estate 1966.
Partecipa al Festival delle Rose 1964 con Pochi giorni fa, e due anni dopo ritorna alla stessa manifestazione con Ciao Italia.
È stato tra gli interpreti scelti da Giorgio Gaber per le sei puntate del programma televisivo di Rai2 Le nostre serate (Dicembre 1965-Gennaio 1966).
Successivamente ha formato un complesso con il quale si è esibito anche all'estero.

## Discografia parziale

### Album
- 1971: Week-end in Italy (Polaris, POL/BP 451)

### EP
- 1959: Julia/Grande uomo/Farfalle/La vita mi ha dato solo te (Pathé, 45EAQ 45)
- 1961: Un'anima tra le mani/La fine del mondo/Dondola fantasia/Little girl (Pathé, 45EAQ 77)
- 1962: Due cipressi/Addio... Addio.../L'ombrellone/Buon Giorno, amore (Pathé, 45EAQ 82)

### Singoli
- 1958: Occhi blu.../Isola del sole (Pathé, AQ 1051)
- 1959: La luna è un'altra luna/La vita mi ha dato solo te (Pathé, AQ 1058)
- 1959: Al bar degli angeli/Julia (Pathé, AQ 1061)
- 1959: Vivere con te/Grande uomo (Pathé, AQ 1068)
- 1959: Oui, oui, oui, oui/Arrivederci (Pathé, AQ 1086)
- 1959: Bella!/The end (Pathé, AQ 1098)
- 1959: Lo devo a te/Vento di primavera (Pathé, AQ 1099)
- 1960: È vero/Non sei felice (Pathé, AQ 1112)
- 1960: Romantica/Gridare di gioia (Pathé, AQ 1113)
- 1960: Colpevole/Perdoniamoci (Pathé, AQ 1114)
- 1960: Amor/Visione (Pathé, AQ 1119)
- 1960: Quando/Stupenda (Pathé, AQ 1124)
- 1960: Grazie/Chissà (Pathé, AQ 1138)
- 1960: Va un cavalier/Non mi vergogno, no! (Pathé, AQ 1141)
- 1960: Il cielo in una stanza/Liebelei (Pathé, AQ 1143)
- 1960: La fine del mondo/Un angolo nel mondo (Pathé, AQ 1144)
- 1961: Un'anima tra le mani/Tra di voi (Pathé, AQ 1158)
- 1961: Quando il vento si leva/Little girl (Pathé, AQ 1159)
- 1961: Ho una casa in paradiso/Anche per te (Pathé, AQ 1171)
- 1961: Una settimana/Uno dei tanti (Pathé, AQ 1173)
- 1962: Addio piccolina/L'ultimo pensiero (Pathé, AQ 1186)
- 1962: I due cipressi/L'ombrellone (Pathé, AQ 1189)
- 1962: Addio... Addio.../Buon Giorno, amore (Pathé, AQ 1190)
- 1963: Tu che sai di primavera/Come sempre (Pathé, AQ 1214)
- 1963: Lydia/Gina (Pathé, AQ 1219)
- 1963: Klingelingelin/Raccontami di te (Pathé, AQ 1239)
- 1964: Week-end in Portofino/Toi (Pathé, AQ 1275)
- 1965: Prima prima prima/Vieni bambina (Pathé, AQ 1303)
- 1966: Ed in cambio tu/Una stazione e due innamorati (Pathé, AQ 1337)
- 1966: Ciao Italia/Voi sapete perché (Pathé, AQ 1345)
- 1969: Una famiglia/Un'avventura (Popular, POP 182; "Un'avventura" è cantata da Dario Mastai)
- 1969: Io che ho te/Meglio una sera (Popular, POP 184; "Meglio una sera" è cantata da Nino Marchini)
- 1969: Alla fine della strada/La pioggia (Popular, POP 187; "La pioggia" è cantata da Liza Angeli)
- 1970: Al bar si muore/Primo sole, primo fiore (Fonola, NP 2077)